# Нартов, Андрей Григорьевич
Андрей Григорьевич Нартов (укр. Андрій Григорович Нартов; 15 октября 1921, Алтайский край — 13 ноября 2004, Киев) — Заслуженный пилот СССР, Герой Социалистического Труда.

## Биография
Родился 25 апреля 1921 года в Алтайском крае.
В годы Великой Отечественной войны был одним из первых пилотов, которые были направлены в Николаев на восстановление города. В 1944—1949 годах был командиром авиазвена, с 1949 по 1952 года — командиром авиазвена сельскохозяйственной авиации, а в 1952—1959 годах — командиром Николаевского объединённого авиапредприятия.
Во второй половине 1958 года был назначен командиром Черновицкого объединённого авиационного отряда.
В 1973 году — командир Киевского объединённого авиационного отряда Украинского управления гражданской авиации.
Умер в 2004 году. Похоронен в Киеве на Байковом кладбище (участок № 52).

## Награды и звания
- Герой Социалистического Труда (09.02.1973)[2];
- 2 ордена Ленина (15.08.1966; 09.02.1973);
- орден «Знак Почёта» (09.12.1953);
- медали;
- Заслуженный пилот СССР (17.08.1971)[3].